# Werner Nänny
Werner Nänny (* 4. April 1916 in Herisau; † 4. Mai 1992 in Basel) war ein Schweizer Maler, Zeichner und Grafiker.

## Künstlerisches Schaffen
Nänny war ein vielfältiger Künstler: Maler, Aquarellist, Zeichner und Lithograph. Unter anderem hat er sich (wie andere namhafte Schweizer Künstler auch) als Laternenkünstler für die bekannte Basler Fasnacht ausgezeichnet. Im Band „Weltformat – Basler Zeitgeschichte im Plakat“ heisst es zu Nännys Tätigkeit als Grafiker: „Zur weitaus grössten Plakatdruckerei Basels wurde die Firma Wassermann, am 3. Juli 1897 als Wassermann & Schäublin gegründet (…) Ihren guten Ruf verdankt sie spezialisierten Druckern und zur Steindruckzeit hervorragenden Lithografen wie dem legendären Werner Nänny.“ Im Jahr 1958 hat Nänny Originalbilder von Pablo Picasso für den Plakat „Moderne Meister“ der Galerie Beyeler lithografiert.

## Werke in öffentlichen Sammlungen und Museen
- Museum für Gestaltung Zürich, MfGZ / Zürcher Hochschule der Künste, ZHdK

## Schüler
- Mario Grasso